# Eddie Turnbull
Edward Hunter Turnbull (né le 12 avril 1923 à Falkirk (Écosse) et mort le 30 avril 2011) est un footballeur international écossais ainsi qu'un entraîneur de football. Il fait partie du Scottish Football Hall of Fame, depuis 2007, lors de la quatrième session d'intronisation.

## Biographie
Dans les années 1940 et 1950, il fait partie du Famous Five, la ligne d'attaque du Hibernian Football Club, avec Gordon Smith, Bobby Johnstone, Lawrie Reilly et Willie Ormond.  Il y remporte trois titres de Champion d'Écosse, et est le premier Britannique à marquer un but en Coupe d'Europe, au premier tour de la Coupe des clubs champions européens 1955-1956 contre le Rot-Weiss Essen.
Bien que Turnbull ait été sélectionné à neuf reprises en équipe d'Écosse de football et joué la Coupe du monde de football 1958, il n'est pas à l'époque reconnu comme international écossais. Ceci est dû au fait qu'il n'a pas joué de matchs du British Home Championship, condition nécessaire jusqu'au milieu des années 1970. Cette situation est rectifiée en 2006 grâce à une campagne réussie de Gary Imlach (en) pour son père Stewart Imlach qui, avec plusieurs autres joueurs, connaissait le même cas,.
Il est entraîneur de l'Aberdeen Football Club de 1965 à 1971, remportant la Coupe d'Écosse en 1970 et terminant deuxième du Championnat d'Écosse de football 1970-1971. Il retourne ensuite à Édimbourg où il devient entraîneur de l'Hibernian FC, et décroche la Coupe de la Ligue écossaise 1972-1973.
Turnbull meurt le 30 avril 2011, à l'âge de 88 ans. Rod Petrie (en), président de l'Hibernian FC, affirme que personne n'a autant contribué au club qu'Eddie Turnbull.

## Palmarès

### Palmarès de joueur
- Hibernian Football Club
  - Champion d'Écosse en 1948, 1951 et 1952.

### Palmarès d'entraîneur
- Aberdeen Football Club
  - Vainqueur de la Coupe d'Écosse en 1970.

- Hibernian Football Club
  - Vainqueur de la Coupe de la Ligue écossaise en 1973.